# Chelur, Gubbi
Chelur là một làng thuộc tehsil Gubbi, huyện Tumkur, bang Karnataka, Ấn Độ.